# 热田区
热田区（日语：／ Atsuta ku */?）是位於日本愛知縣名古屋市中部的區，區名即源自於熱田神宮。

## 歷史
現在的熱田台地過去為突入伊勢灣內的海岬，現在周圍的區域是在17世紀後至20世紀期間，陸續以圍墾或填海方式自伊勢灣取得的土地。
傳說在西元2世紀日本武尊結束東征後曾在尾張國停留，並將草薙劍遺留與此，而後當地為供俸草薙劍在此建立熱田神宮；而在史書中對於熱田神宮最早的紀載則是在日本書紀中關於七世紀發生的草薙劍竊盜事件之中。此地因而也一直作為門前町發展。
在令制國時代時本地屬於尾張國愛知郡，17世紀進入江戶時代後，大部分區域都成為尾張藩的領地，此地也成為東海道五十三次的宿場之一－宮宿，同時也會被稱為「熱田宿」，周圍區域也因而同時以門前町及宿場町發展。
19世紀末明治維新實施廢藩置縣後改隸屬名古屋縣，在1872年的第一次府縣整併後繼續隸屬新整併而成的名古屋縣，而名古屋縣在四個月後更名為愛知縣。
1878年名古屋城下的區域設立為名古屋區，名古屋區在1889年成為名古屋市，而現在的熱區範圍在當時仍未屬於名古屋市，而是分屬熱田町、古澤村、寶田村，這些區域在1898年及1907年先後被併入名古屋市，名古屋市在1908年開始設立區級行政區劃，此區域最初是被劃入南區。
1937年名古屋市重新調整轄內各區，將本區域自南區拆出設立為熱田區，不過當時的熱田區還包括現在的東側區域，但該區域在1944年被分出劃入新設立的瑞穗區。

## 交通

### 鐵路
- 東海旅客鐵道
  - 東海道本線：（←名古屋市瑞穗區） - 熱田車站 - 金山車站 - （名古屋市中區→）
  - 中央本線：（←名古屋市中區） - 金山車站 - （名古屋市中區→）
  - 東海道新幹線：（←名古屋市南區） - （通過轄內但未設置車站） - （名古屋市中川區→）
- 名古屋鐵道
  - 名古屋本線：（←名古屋市瑞穗區） - 神宮前車站 - 金山車站 - （名古屋市中區→）
  - 常滑線：神宮前車站 - （名古屋市南區→）
- 名古屋市營地下鐵
  - 名城線：（←名古屋市瑞穗區） - 傳馬町車站 - 神宮西車站 - 西高藏車站 - 金山車站 - （名古屋市中區→）
  - 名港線：金山車站 - 日比野車站 - 六番町車站 - （名古屋市港區）

## 外部連結
- （日語） 名古屋市熱田区役所的X（前Twitter）